# Tenortrombone
De tenortrombone is de meest algemeen voorkomende trombone. Hij wordt onder andere gebruikt in HaFaBra en bigband. Soms heeft hij ook een kwartventiel.